# Trest smrti v Mauritánii
Trest smrti v Mauritánii je legální forma trestu. Poslední poprava v zemi byla vykonána v roce 1987, proto je země považována Amnesty International za abolicionistu v praxi.
V mauritánském trestním právu existuje možnost uložit trest smrti za homosexualitu, ale není známo vynesení takového rozsudku. V zemi existuje také trest smrti za rouhání, který je za tento trestný čin od roku 2018 mandatorní. Dalšími hrdelními zločiny jsou vražda s přitěžujícími okolnostmi (jako je vražda soudce nebo veřejné osoby v úřadu), vražda, jiné zločiny s následkem smrti například žhářství, terorismus s následkem smrti, znásilnění pokud byl odsouzený ženatý, ozbrojená loupež, žhářství budovy nebo vozidla pokud byli uvnitř lidé, cizoložství, velezrada, špionáž, křivá výpověď pokud vedla k odsouzení k trestu smrti nevinného a mučení. Způsobem popravy je zastřelení popravčí četou. Náboženské zločiny jako je cizoložství a homosexuální vztah se mohou trestat ukamenováním. Trest smrti nemohou dostat nezletilí a lidé s duševním onemocněním. Těhotné ženy mají vždy odklad popravy až do porodu.